# Collegio di Northampton North
Northampton North è un collegio elettorale inglese situato nel Northamptonshire, nelle Midlands Orientali, rappresentato alla Camera dei comuni del Parlamento del Regno Unito. Elegge un membro del parlamento con il sistema first-past-the-post, ossia maggioritario a turno unico; l'attuale parlamentare è Lucy Rigby del Partito Laburista, che rappresenta il collegio dal 2024.

## Estensione

Northampton North dal 2010 al 2024

- 1974-1983: i ward del County Borough di Northampton di Abington, Dallington, Kingsthorpe, Park, St David e St George.
- 1983-2010: i ward del borgo di Northampton di Abington, Boughton Green, Dallington and Kings Heath, Headlands, Kingsthorpe, Links, Lumbertubs, Park, St Alban, St George, Thorplands e Welford.
- 2010-2024: i ward del borgo di Northampton di Abington, Boughton Green, Eastfield, Headlands, Kingsley, Kingsthorpe, Lumbertubs, Parklands, St David e Thorplands.
- dal 2024: i ward del distretto di West Northamptonshire di Abington and Phippsville; Boothville and Parklands; Castle; Dallington Spencer; Headlands; Kingsthorpe North; Kingsthorpe South; St. George e Talavera.[1]

## Membri del parlamento
| Elezione | Elezione | Deputato          | Partito      |
| -------- | -------- | ----------------- | ------------ |
|          | Feb 1974 | Maureen Colquhoun | Laburista    |
|          | 1979     | Tony Marlow       | Conservatore |
|          | 1997     | Sally Keeble      | Laburista    |
|          | 2010     | Michael Ellis     | Conservatore |
|          | 2024     | Lucy Rigby        | Laburista    |

## Elezioni

### Elezioni negli anni 2020
| Partito                    | Partito                                           | Candidato                  | Risultati 4 luglio 2024 | Risultati 4 luglio 2024 |
| Partito                    | Partito                                           | Candidato                  | Voti                    | %                       |
| -------------------------- | ------------------------------------------------- | -------------------------- | ----------------------- | ----------------------- |
|                            | Laburista                                         | Lucy Rigby                 | 18 209                  | 43,55                   |
|                            | Conservatore                                      | Dan Bennett                | 9 195                   | 21,99                   |
|                            | Reform UK                                         | Antony Antoniou            | 7 010                   | 16,77                   |
|                            | Verdi                                             | Eishar Bassan              | 2 558                   | 6,12                    |
|                            | Lib Dem                                           | Chris Leggett              | 2 251                   | 5,38                    |
|                            | Workers                                           | Khalid Razzaq              | 1 531                   | 3,66                    |
|                            | Indipendente                                      | Paul Clark                 | 1 059                   | 2,53                    |
|                            |                                                   |                            |                         |                         |
| Iscritti                   | Iscritti                                          | Iscritti                   | 75 575                  | 100,00                  |
| ↳ Votanti (% su iscritti)  | ↳ Votanti (% su iscritti)                         | ↳ Votanti (% su iscritti)  | 41 813                  | 55,33                   |
| ↳ Astenuti (% su iscritti) | ↳ Astenuti (% su iscritti)                        | ↳ Astenuti (% su iscritti) | 33 762                  | 44,67                   |
|                            |                                                   |                            |                         |                         |
|                            | Esito: collegio passa da Conservatore a Laburista |                            |                         |                         |

### Elezioni negli anni 2010
| Partito                    | Partito                                   | Candidato                  | Risultati 12 dicembre 2019 | Risultati 12 dicembre 2019 |
| Partito                    | Partito                                   | Candidato                  | Voti                       | %                          |
| -------------------------- | ----------------------------------------- | -------------------------- | -------------------------- | -------------------------- |
|                            | Conservatore                              | Michael Ellis              | 21 031                     | 53,19                      |
|                            | Laburista                                 | Sally Keeble               | 15 524                     | 39,26                      |
|                            | Lib Dem                                   | Martin Sawyer              | 2 031                      | 5,14                       |
|                            | Verdi                                     | Katherine Pate             | 953                        | 2,41                       |
|                            |                                           |                            |                            |                            |
| Iscritti                   | Iscritti                                  | Iscritti                   | 58 768                     | 100,00                     |
| ↳ Votanti (% su iscritti)  | ↳ Votanti (% su iscritti)                 | ↳ Votanti (% su iscritti)  | 39 539                     | 67,28                      |
| ↳ Astenuti (% su iscritti) | ↳ Astenuti (% su iscritti)                | ↳ Astenuti (% su iscritti) | 19 229                     | 32,72                      |
|                            |                                           |                            |                            |                            |
|                            | Esito: collegio confermato a Conservatore |                            |                            |                            |

| Partito                    | Partito                                   | Candidato                  | Risultati 8 giugno 2017 | Risultati 8 giugno 2017 |
| Partito                    | Partito                                   | Candidato                  | Voti                    | %                       |
| -------------------------- | ----------------------------------------- | -------------------------- | ----------------------- | ----------------------- |
|                            | Conservatore                              | Michael Ellis              | 19 065                  | 47,22                   |
|                            | Laburista                                 | Sally Keeble               | 18 258                  | 45,22                   |
|                            | UKIP                                      | Jonathan Bullock           | 1 404                   | 3,48                    |
|                            | Lib Dem                                   | George Smid                | 1 015                   | 2,51                    |
|                            | Verdi                                     | Steve Miller               | 636                     | 1,58                    |
|                            |                                           |                            |                         |                         |
| Iscritti                   | Iscritti                                  | Iscritti                   | 58 813                  | 100,00                  |
| ↳ Votanti (% su iscritti)  | ↳ Votanti (% su iscritti)                 | ↳ Votanti (% su iscritti)  | 40 411                  | 68,71                   |
| ↳ Astenuti (% su iscritti) | ↳ Astenuti (% su iscritti)                | ↳ Astenuti (% su iscritti) | 18 402                  | 31,29                   |
|                            |                                           |                            |                         |                         |
|                            | Esito: collegio confermato a Conservatore |                            |                         |                         |

| Partito                    | Partito                                   | Candidato                  | Risultati 7 maggio 2015 | Risultati 7 maggio 2015 |
| Partito                    | Partito                                   | Candidato                  | Voti                    | %                       |
| -------------------------- | ----------------------------------------- | -------------------------- | ----------------------- | ----------------------- |
|                            | Conservatore                              | Michael Ellis              | 16 699                  | 42,37                   |
|                            | Laburista                                 | Sally Keeble               | 13 454                  | 34,14                   |
|                            | UKIP                                      | Tom Rubython               | 6 354                   | 16,12                   |
|                            | Verdi                                     | Tony Clarke                | 1 503                   | 3,81                    |
|                            | Lib Dem                                   | Angela Paterson            | 1 401                   | 3,55                    |
|                            |                                           |                            |                         |                         |
| Iscritti                   | Iscritti                                  | Iscritti                   | 59 713                  | 100,00                  |
| ↳ Votanti (% su iscritti)  | ↳ Votanti (% su iscritti)                 | ↳ Votanti (% su iscritti)  | 39 411                  | 66,00                   |
| ↳ Astenuti (% su iscritti) | ↳ Astenuti (% su iscritti)                | ↳ Astenuti (% su iscritti) | 20 302                  | 34,00                   |
|                            |                                           |                            |                         |                         |
|                            | Esito: collegio confermato a Conservatore |                            |                         |                         |

| Partito                    | Partito                                           | Candidato                  | Risultati 6 maggio 2010 | Risultati 6 maggio 2010 |
| Partito                    | Partito                                           | Candidato                  | Voti                    | %                       |
| -------------------------- | ------------------------------------------------- | -------------------------- | ----------------------- | ----------------------- |
|                            | Conservatore                                      | Michael Ellis              | 13 735                  | 34,11                   |
|                            | Laburista                                         | Sally Keeble               | 11 799                  | 29,30                   |
|                            | Lib Dem                                           | Andrew Simpson             | 11 250                  | 27,94                   |
|                            | BNP                                               | Ray Beasley                | 1 316                   | 3,27                    |
|                            | UKIP                                              | Jim MacArthur              | 1 238                   | 3,07                    |
|                            | Verdi                                             | Tony Lochmuller            | 443                     | 1,10                    |
|                            | Indipendente                                      | Eamonn Fitzpatrick         | 334                     | 0,83                    |
|                            | Cristiano                                         | Timothy Webb               | 98                      | 0,24                    |
|                            | Indipendente                                      | Malcolm Mildren            | 58                      | 0,14                    |
|                            |                                                   |                            |                         |                         |
| Iscritti                   | Iscritti                                          | Iscritti                   | 64 228                  | 100,00                  |
| ↳ Votanti (% su iscritti)  | ↳ Votanti (% su iscritti)                         | ↳ Votanti (% su iscritti)  | 40 271                  | 62,70                   |
| ↳ Astenuti (% su iscritti) | ↳ Astenuti (% su iscritti)                        | ↳ Astenuti (% su iscritti) | 23 957                  | 37,30                   |
|                            |                                                   |                            |                         |                         |
|                            | Esito: collegio passa da Laburista a Conservatore |                            |                         |                         |

### Elezioni negli anni 2000
| Partito                    | Partito                                | Candidato                  | Risultati 5 maggio 2005 | Risultati 5 maggio 2005 |
| Partito                    | Partito                                | Candidato                  | Voti                    | %                       |
| -------------------------- | -------------------------------------- | -------------------------- | ----------------------- | ----------------------- |
|                            | Laburista                              | Sally Keeble               | 16 905                  | 40,20                   |
|                            | Conservatore                           | Damian Collins             | 12 945                  | 30,79                   |
|                            | Lib Dem                                | Andrew Simpson             | 10 317                  | 24,54                   |
|                            | UKIP                                   | John Howsam                | 1 050                   | 2,50                    |
|                            | SOS! Northampton                       | Paul Witherington          | 495                     | 1,18                    |
|                            | Popoli Cristiani                       | Andrew Otchie              | 336                     | 0,80                    |
|                            |                                        |                            |                         |                         |
| Iscritti                   | Iscritti                               | Iscritti                   | 72 621                  | 100,00                  |
| ↳ Votanti (% su iscritti)  | ↳ Votanti (% su iscritti)              | ↳ Votanti (% su iscritti)  | 42 048                  | 57,90                   |
| ↳ Astenuti (% su iscritti) | ↳ Astenuti (% su iscritti)             | ↳ Astenuti (% su iscritti) | 30 573                  | 42,10                   |
|                            |                                        |                            |                         |                         |
|                            | Esito: collegio confermato a Laburista |                            |                         |                         |

| Partito                    | Partito                                | Candidato                  | Risultati 7 giugno 2001 | Risultati 7 giugno 2001 |
| Partito                    | Partito                                | Candidato                  | Voti                    | %                       |
| -------------------------- | -------------------------------------- | -------------------------- | ----------------------- | ----------------------- |
|                            | Laburista                              | Sally Keeble               | 20 507                  | 49,42                   |
|                            | Conservatore                           | John Whelan                | 12 614                  | 30,40                   |
|                            | Lib Dem                                | Richard Church             | 7 363                   | 17,74                   |
|                            | UKIP                                   | Dusan Torbica              | 596                     | 1,44                    |
|                            | Alleanza Socialista                    | Gordon White               | 414                     | 1,00                    |
|                            |                                        |                            |                         |                         |
| Iscritti                   | Iscritti                               | Iscritti                   | 74 096                  | 100,00                  |
| ↳ Votanti (% su iscritti)  | ↳ Votanti (% su iscritti)              | ↳ Votanti (% su iscritti)  | 41 494                  | 56,00                   |
| ↳ Astenuti (% su iscritti) | ↳ Astenuti (% su iscritti)             | ↳ Astenuti (% su iscritti) | 32 602                  | 44,00                   |
|                            |                                        |                            |                         |                         |
|                            | Esito: collegio confermato a Laburista |                            |                         |                         |

## Risultati dei referendum

### Referendum sulla permanenza del Regno Unito nell'Unione europea del 2016
|             | Collegio          | Lasciare UE % | Rimanere in UE % |
| ----------- | ----------------- | ------------- | ---------------- |
|             | Northampton North | 60,6%         | 39,4%            |
| Inghilterra | 53,3%             | 46,7%         |                  |
| Regno Unito | 51,9%             | 48,1%         |                  |